# Oroko (Ethnie)
Die Oroko sind ein westafrikanisches Volk innerhalb der Bantu-Völker in Kamerun. Mit circa 168.000 Angehörigen (Stand Jahr 2000) bilden die Oroko ungefähr 2/3 der Bevölkerung in den Départements Meme und Ndian in der Region Sud-Ouest.
Das Siedlungsgebiet der Oroko umfasst das Bafaka Balue-Hochland, die Rumpiberge, das Flachland zwischen den Bakossi-Bergen und dem Kamerunberg westlich des Mungo Rivers und im Norden dehnt sich ihr Siedlungsgebiet über den Korup-Nationalpark bis zur nigerianischen Grenze und dem Bamenda-Hochland aus. Östlich der Oroko siedeln die Bakossi, südwestlich die Duala.
Das Volk der Oroko setzt sich aus 10 Clans zusammen, die alle einen eigenen Dialekt der ebenfalls Oroko genannten Sprache sprechen. Dieses sind die Clans der (in Klammern der gesprochene Dialekt):
- Bakoko (Lokoko)
- Bakundu (Lokundu)
- Balondo ba Diko
- Balondo ba Nanga (Londo)
- Balue (Lolue)
- Batanga (Lotanga)
- Bima (Bima)
- Ekombe (Ekombe)
- Mbonge (Mbonge)
- Ngolo (Longolo)